# Castigaleu
Castigaleu ist eine katalanischsprachige Gemeinde der Franja de Aragón in der Provinz Huesca in der Autonomen Gemeinschaft Aragonien in Spanien. Der im Jahr 1042 erstmals genannte Ort liegt in der Comarca Ribagorza am Río Cajigar.

## Gemeindegebiet
Das Gemeindegebiet umfasst die Ortschaften Santas Masas und San Lorenzo.

## Geschichte
Der Ort wurde im Jahr 1042 erstmals urkundlich erwähnt.

## Bevölkerungsentwicklung
| 1991 | 1996 | 2001 | 2004 |
| ---- | ---- | ---- | ---- |
| 97   | 104  | 102  | 115  |